# Città dell'Irlanda
- Città dell'Irlanda del Nord
- Città irlandesi: 
  -   unità amministrativa definita  "città"
  -  Città nella "città e la contea" unità amministrativa
  -  città Cerimoniale all'interno di unità amministrativa "contea"
- città del passato (stato perso prima partizione)

Il titolo di città in Irlanda viene legalmente riconosciuto dal Local Government Act. Dublino è l'unica città riconosciuta dalla Costituzione irlandese.
Storicamente, lo status di città nel Regno Unito, e prima ancora nel regno d'Irlanda, è stata una designazione cerimoniale. La concessione del titolo di città è sinonimo di più prestigio rispetto ai titoli municipali alternativi "borough", "town" and "township", ma non ha fornito ulteriori poteri giuridici. Questo rimane il caso delle città nell'Irlanda del Nord, che è ancora parte del Regno Unito. Nella Repubblica d'Irlanda, "città" ha una designazione nel governo locale.

## Storia
Cinque città sono riconosciute tali storicamente per editto reale: 
- Cork
- Dublino
- Limerick
- Waterford
- Kilkenny

Kilkenny possiede un consiglio cittadino e confini cittadini che la separano dai territori circostanti.

## Elenco

### Attuale

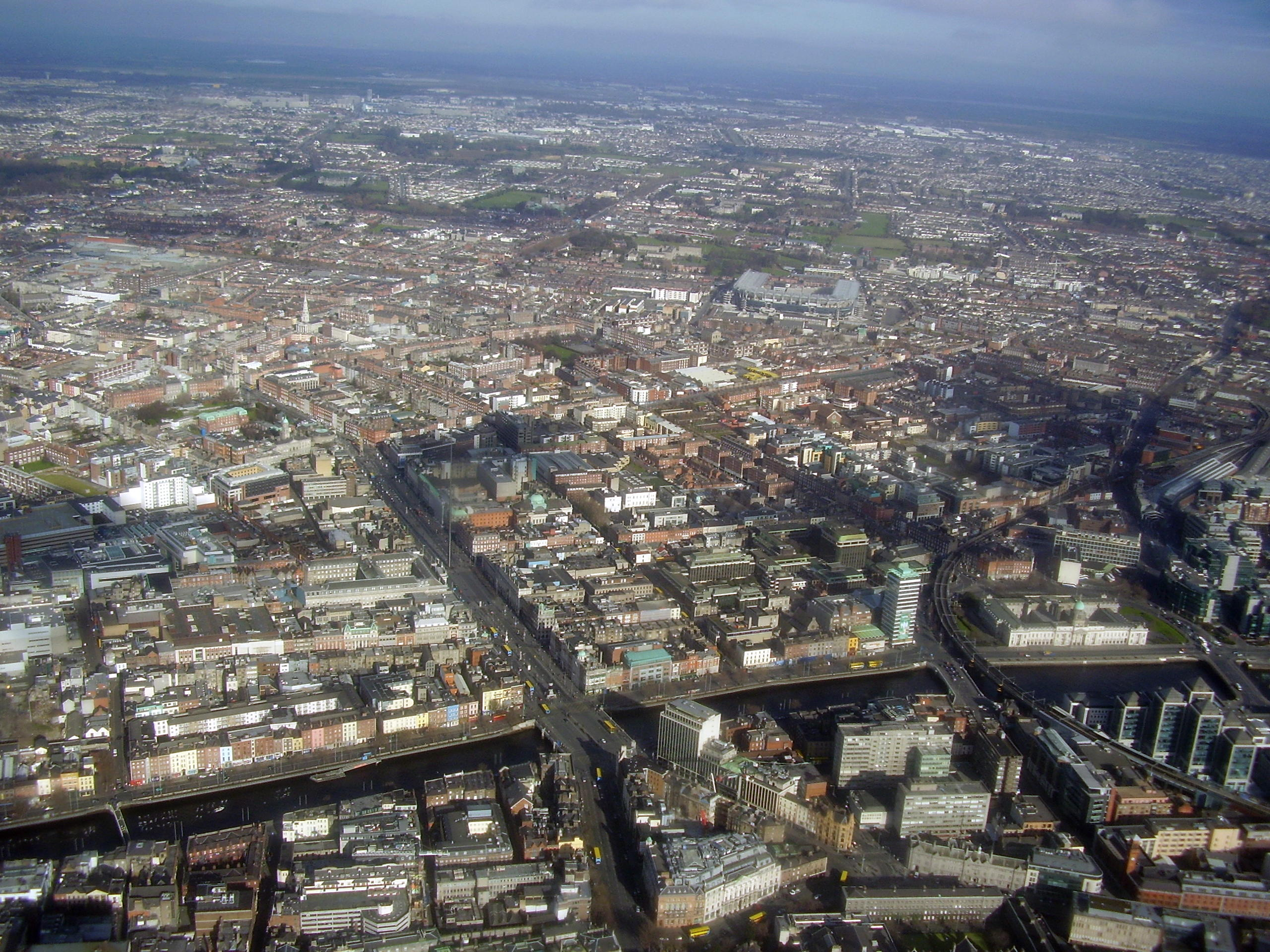
Dublino, capitale della Repubblica d'Irlanda.

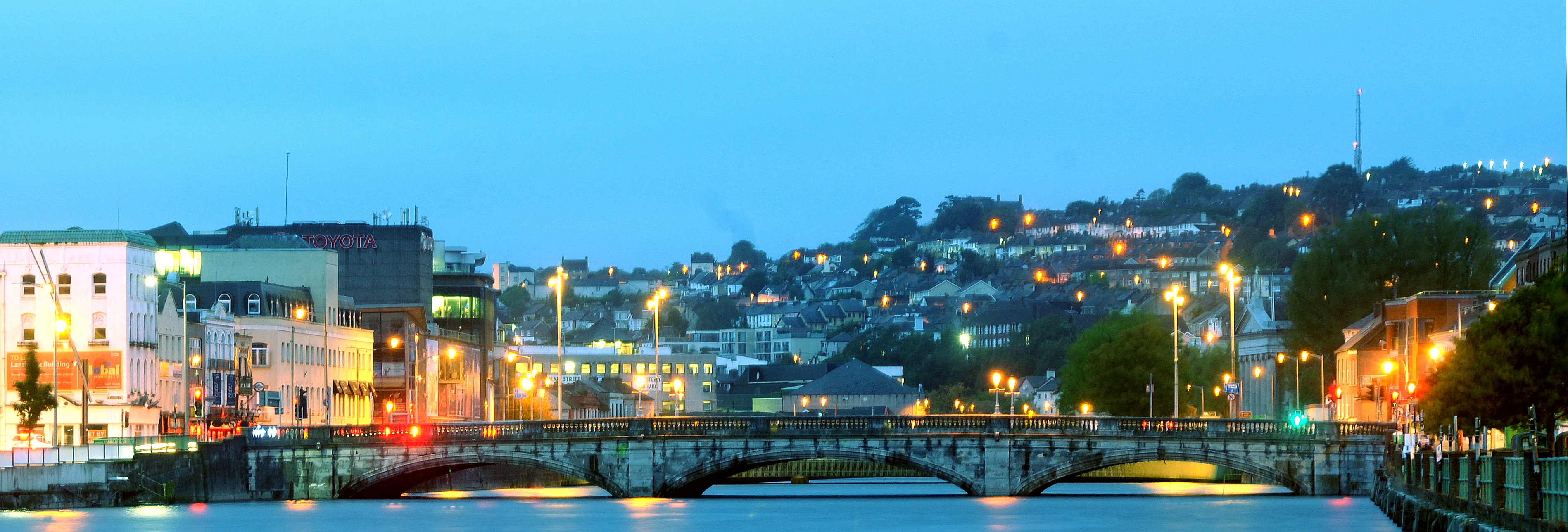
Cork, Contea di Cork

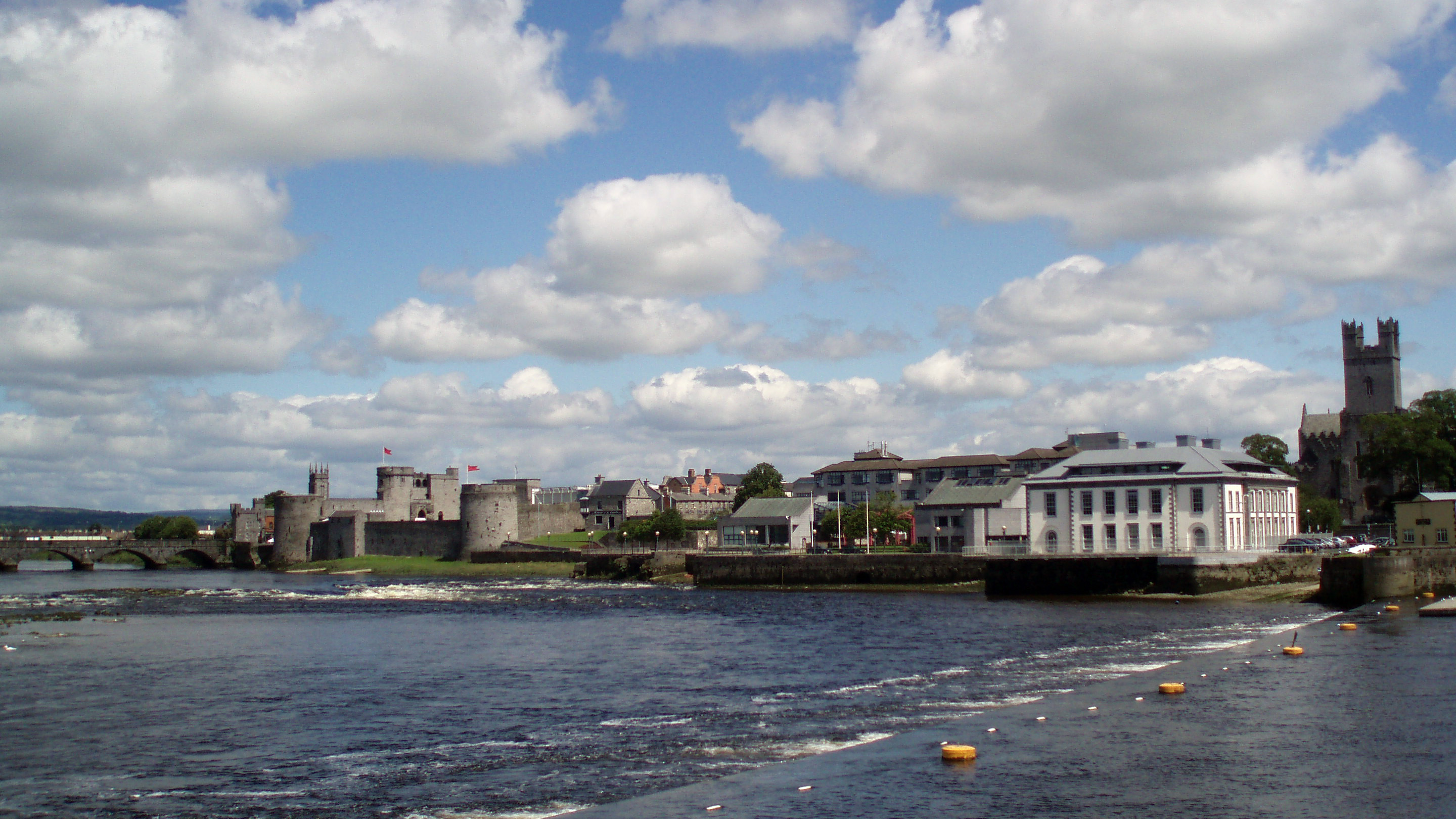
Limerick, Contea di Limerick

| Città     | Anno di istituzione | Modalità di concessione | Giurisdizione      | Giurisdizione attuale | Provincia di appartenenza |
| --------- | ------------------- | ----------------------- | ------------------ | --------------------- | ------------------------- |
| Dublino   | 1172                | royal charter           | Signoria d'Irlanda | Irlanda               | Leinster                  |
| Cork      | 1185                | royal charter           | Signoria d'Irlanda | Irlanda               | Munster                   |
| Limerick  | 1199                | royal charter           | Signoria d'Irlanda | Irlanda               | Munster                   |
| Waterford | 1206                | royal charter           | Signoria d'Irlanda | Irlanda               | Munster                   |
| Kilkenny  | 1383                | royal charter           | Signoria d'Irlanda | Irlanda               | Leinster                  |
| Derry     | 1604                | royal charter           | Regno d'Irlanda    | Irlanda del Nord      | Ulster                    |
| Belfast   | 1888                | lettera patente         | Regno Unito        | Irlanda del Nord      | Ulster                    |
| Galway    | 1985                | Atto dell'Oireachtas    | Irlanda            | Irlanda               | Connacht                  |
| Armagh    | 1994                | lettera patente         | Regno Unito        | Irlanda del Nord      | Ulster                    |
| Newry     | 2002                | lettera patente         | Regno Unito        | Irlanda del Nord      | Ulster                    |
| Lisburn   | 2002                | lettera patente         | Regno Unito        | Irlanda del Nord      | Ulster                    |

### Del passato
| Città                | Anno di istituzione | Modalità di concessione | Giurisdizione      | Perdita del titolo | Giurisdizione attuale | Provincia di appartenenza |
| -------------------- | ------------------- | ----------------------- | ------------------ | ------------------ | --------------------- | ------------------------- |
| Armagh (1st time)    | 1226                | consuetudine            | Signoria d'Irlanda | 1840               | Northern Ireland      | Ulster                    |
| Downpatrick ("Down") | 1403                |                         | Signoria d'Irlanda | By 1661            | Northern Ireland      | Ulster                    |
| Clogher              |                     |                         | Signoria d'Irlanda | 1801               | Northern Ireland      | Ulster                    |
| Cashel               | 1638                | royal charter           | Kingdom of Ireland | 1840               | Republic of Ireland   | Munster                   |

## L'elenco dei maggiori centri urbani per popolazione residente

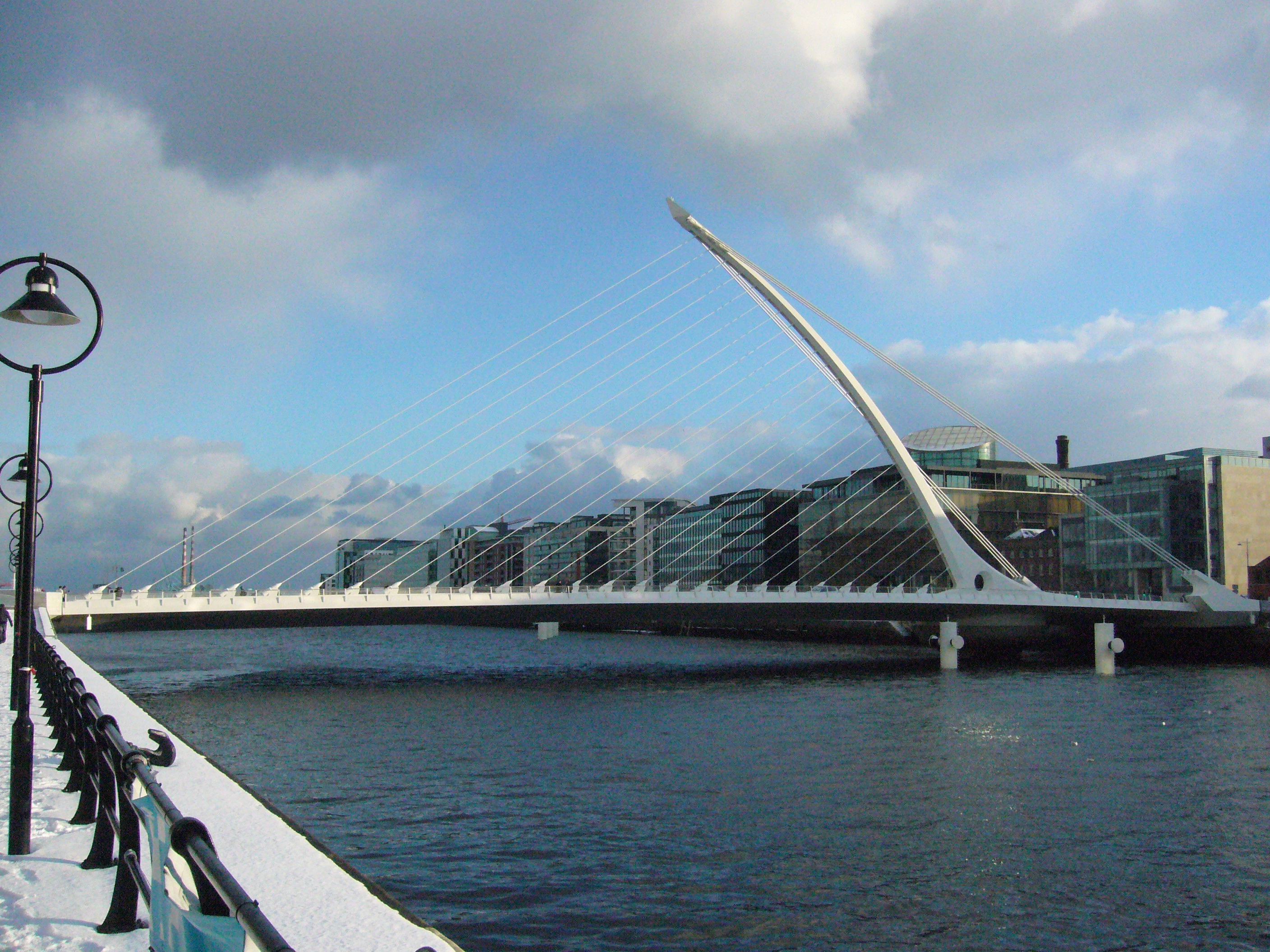
1°, Dublin

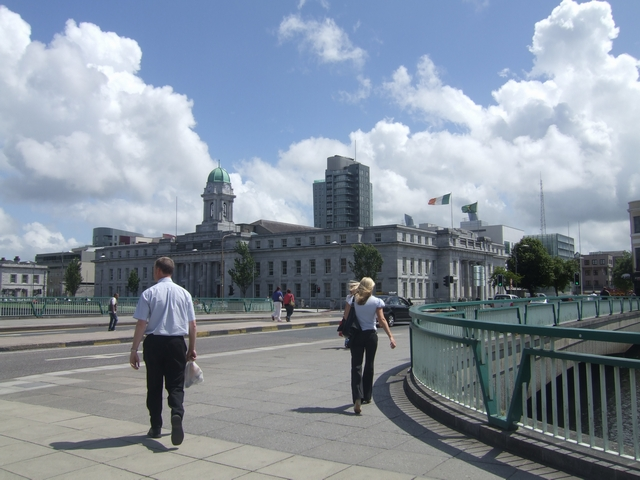
2°, Cork

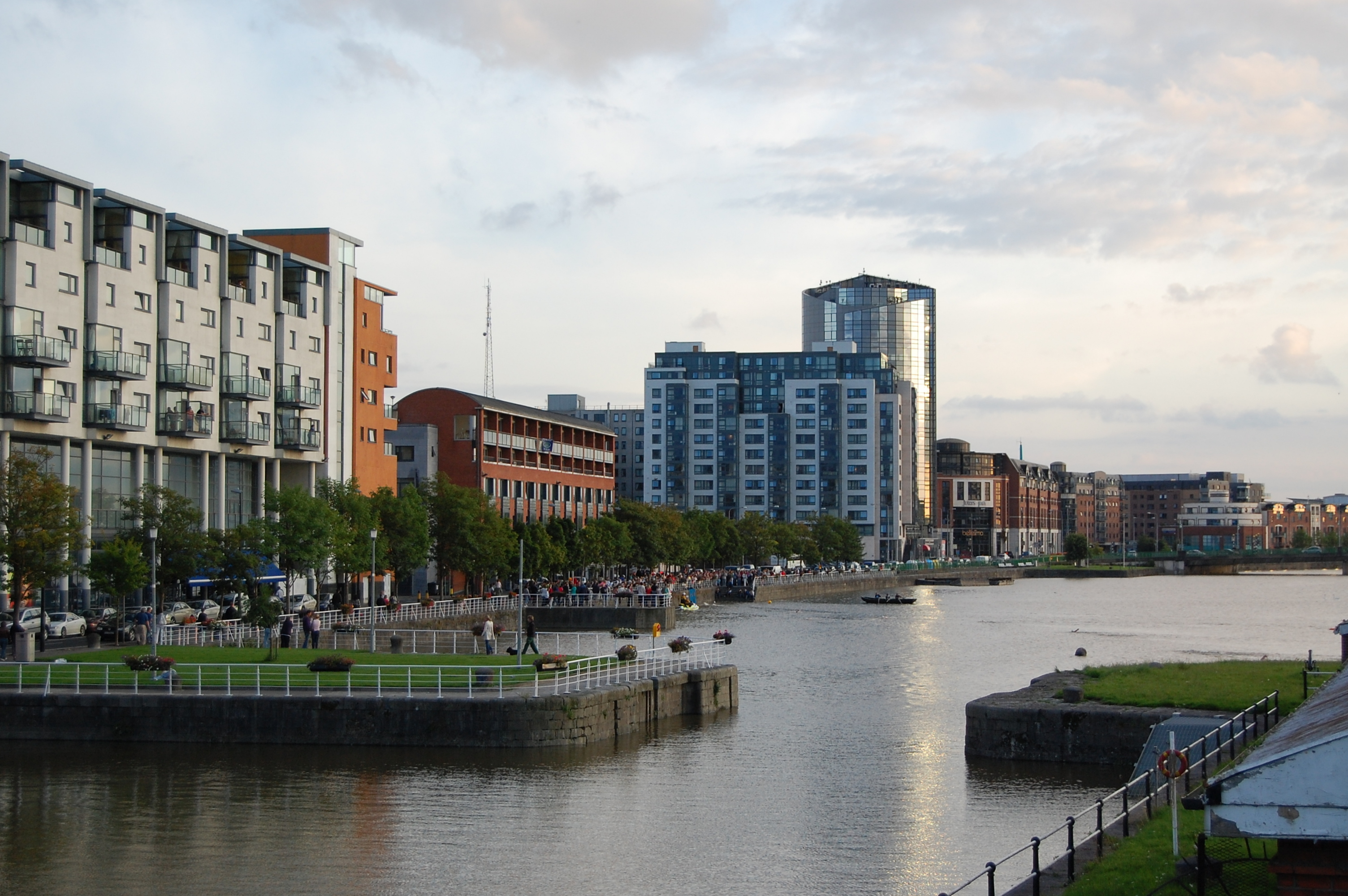
3°, Limerick

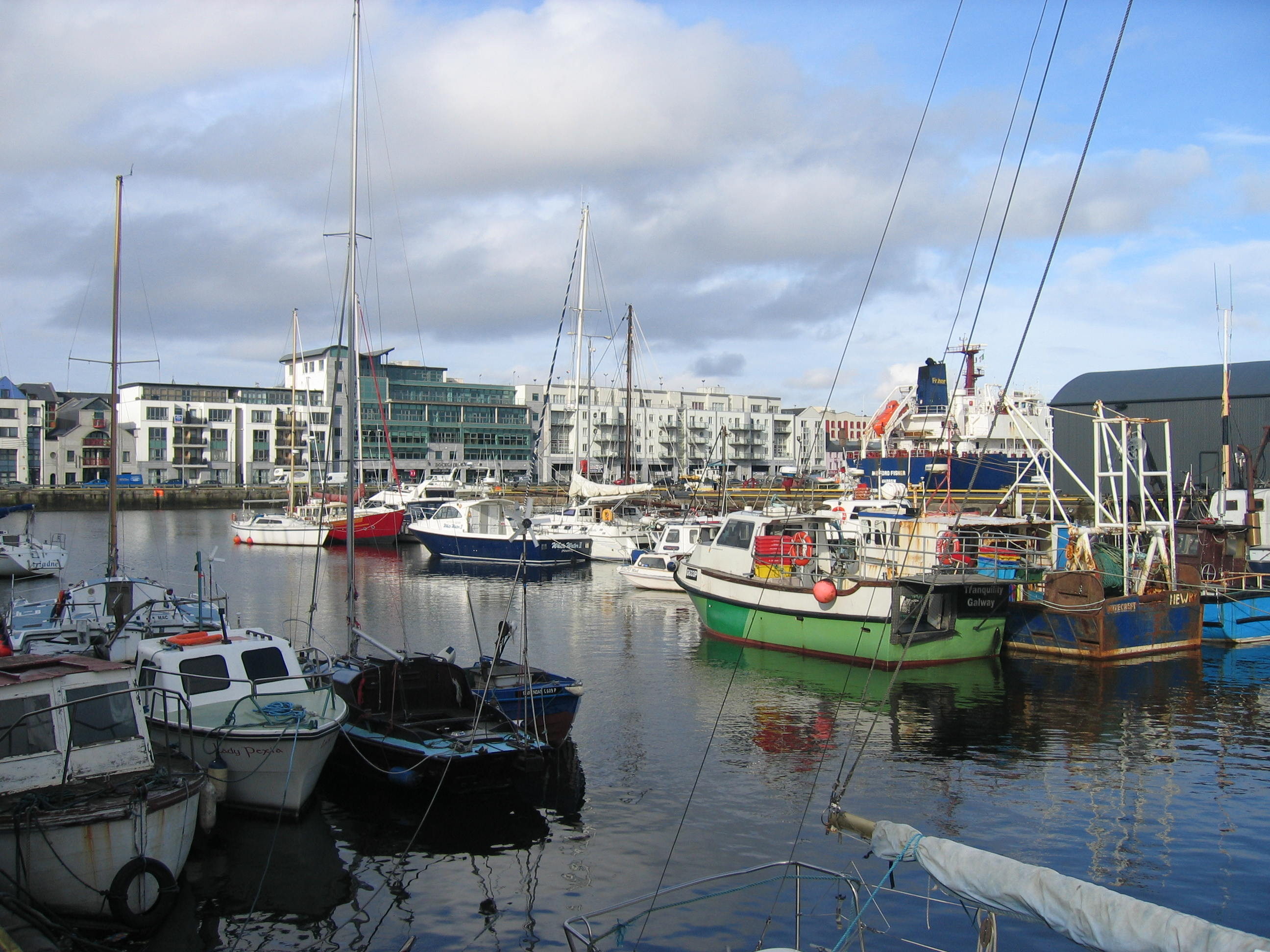
4°, Galway

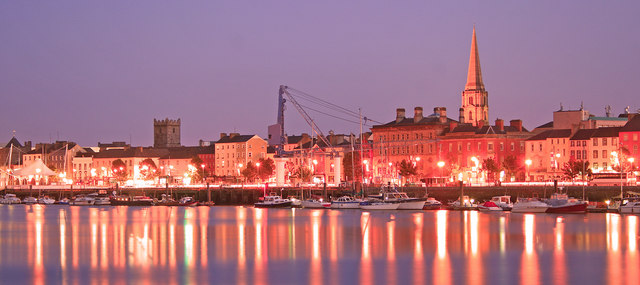
5°, Waterford

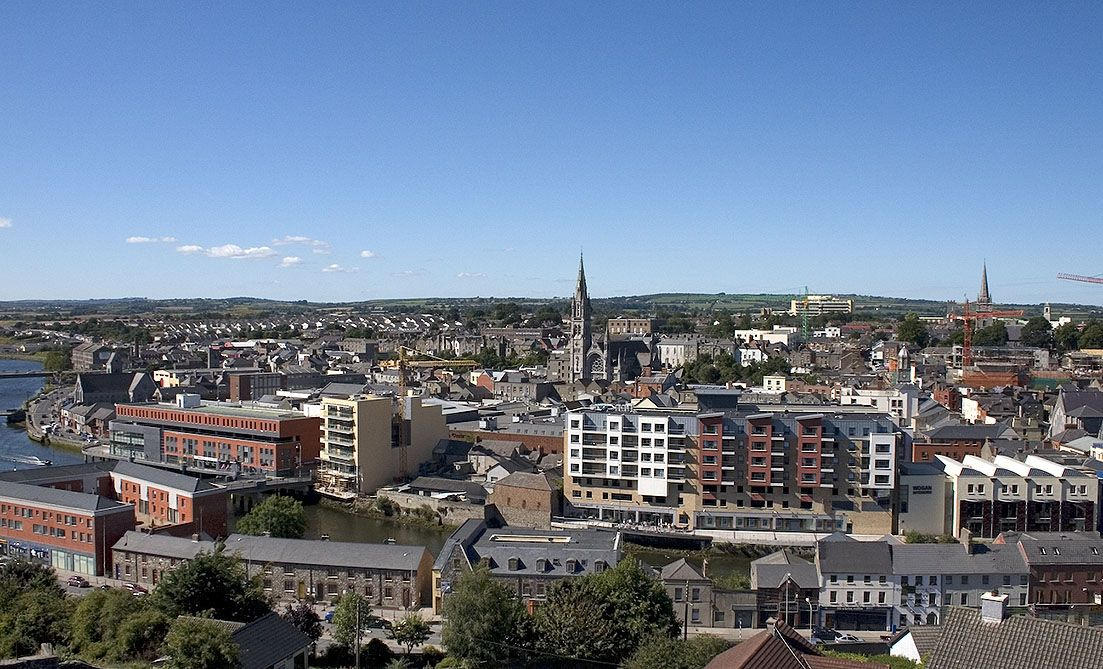
6°, Drogheda

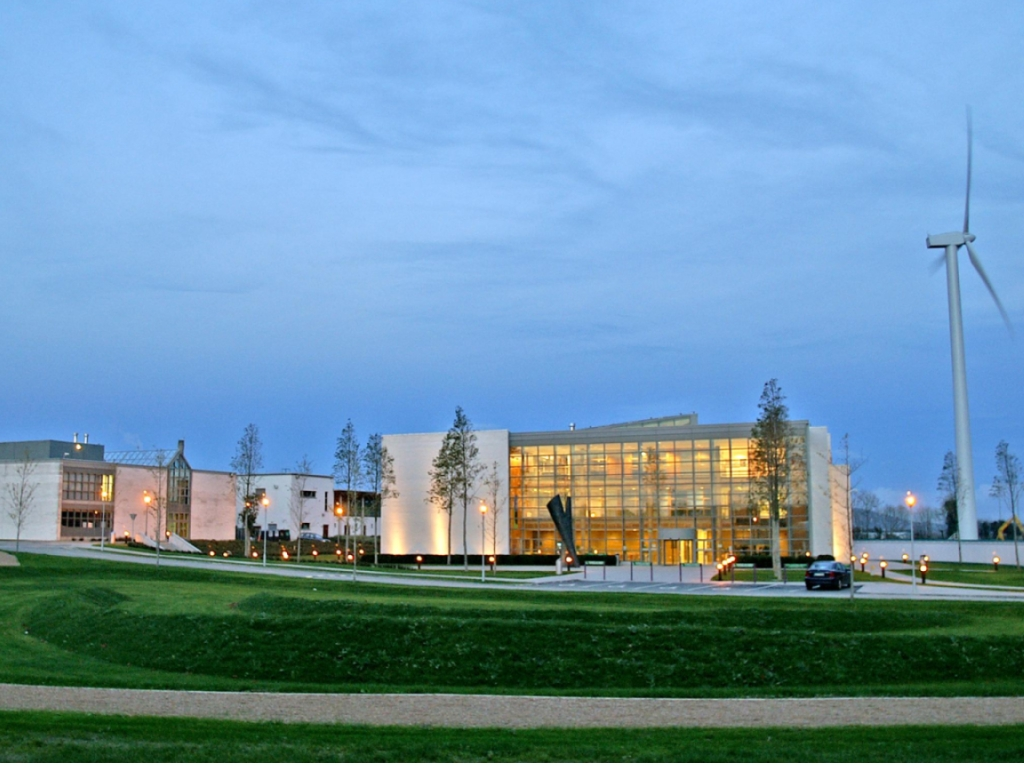
7°, Dundalk

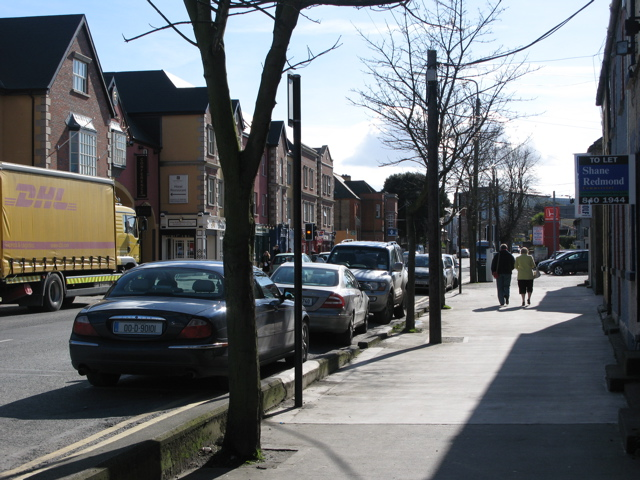
8°, Swords

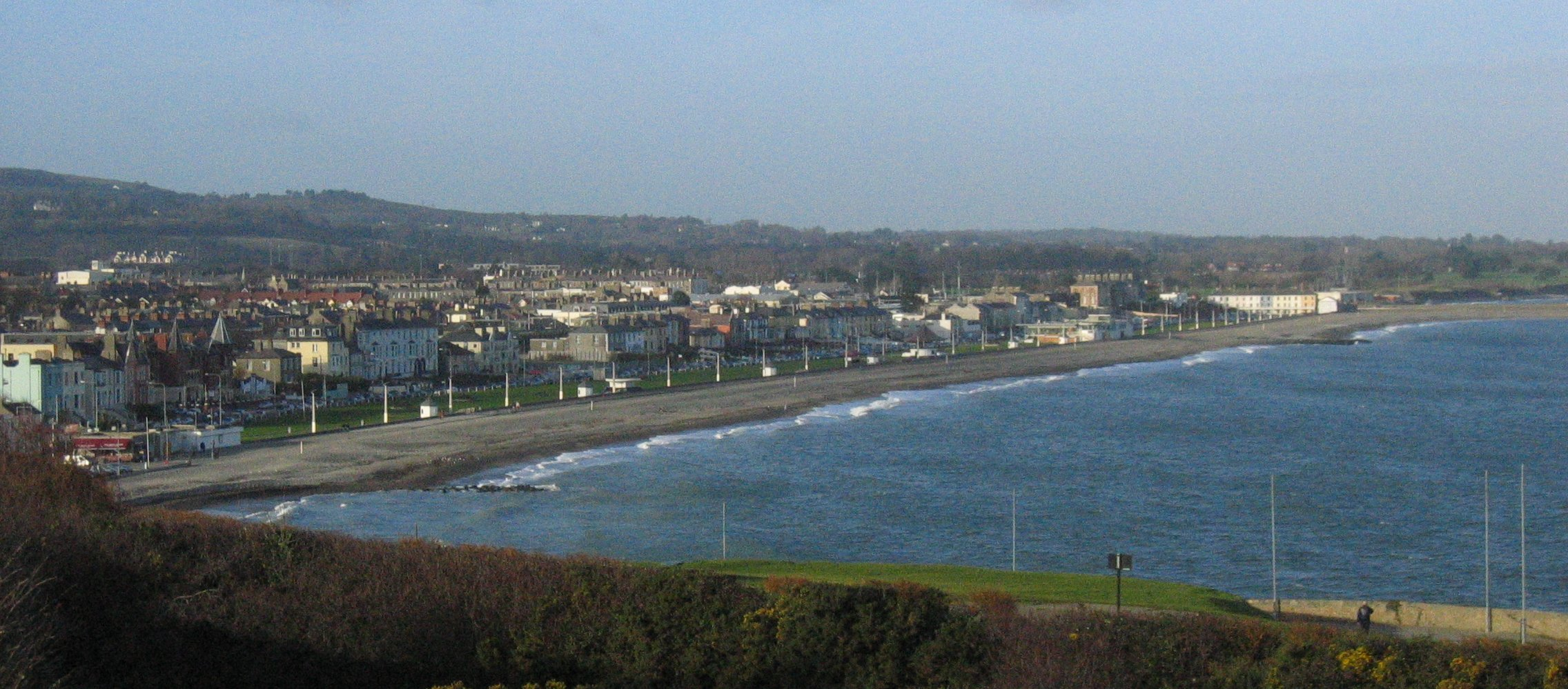
9°, Bray

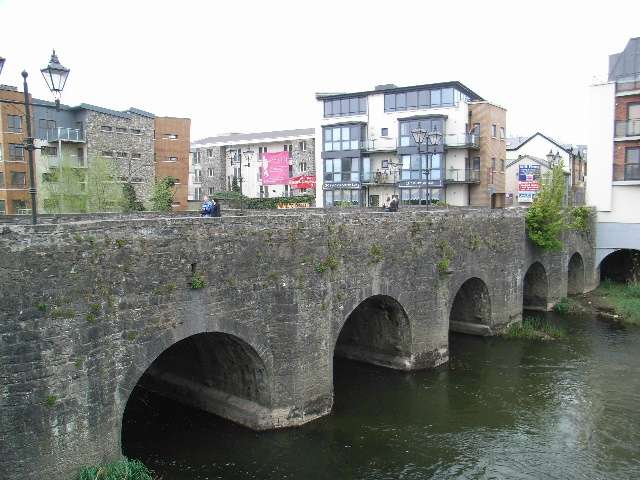
10°, Navan

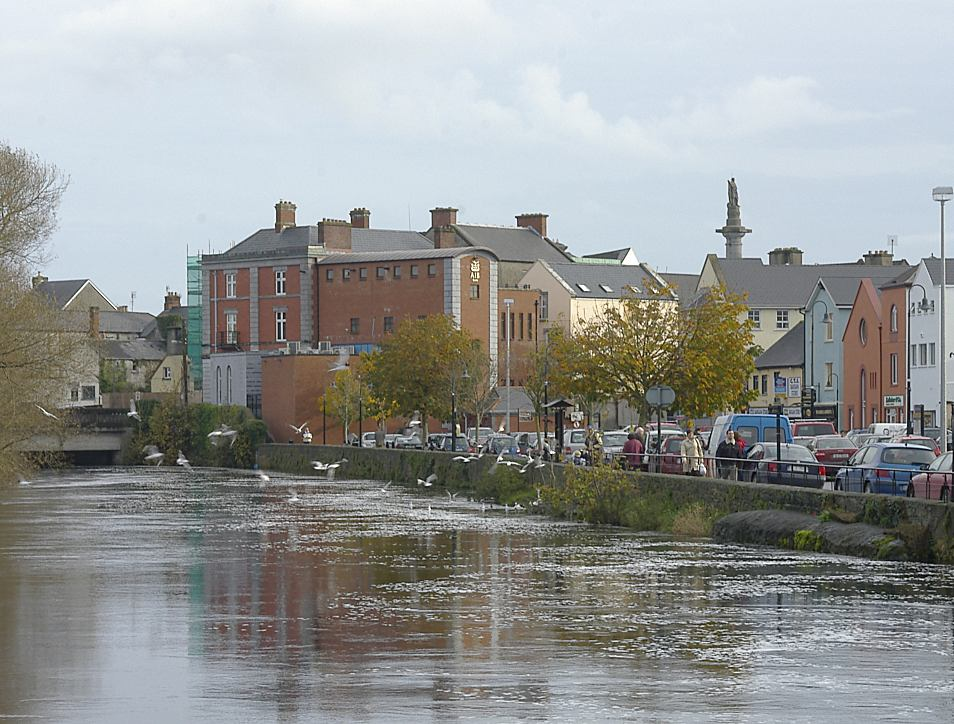
11°, Ennis

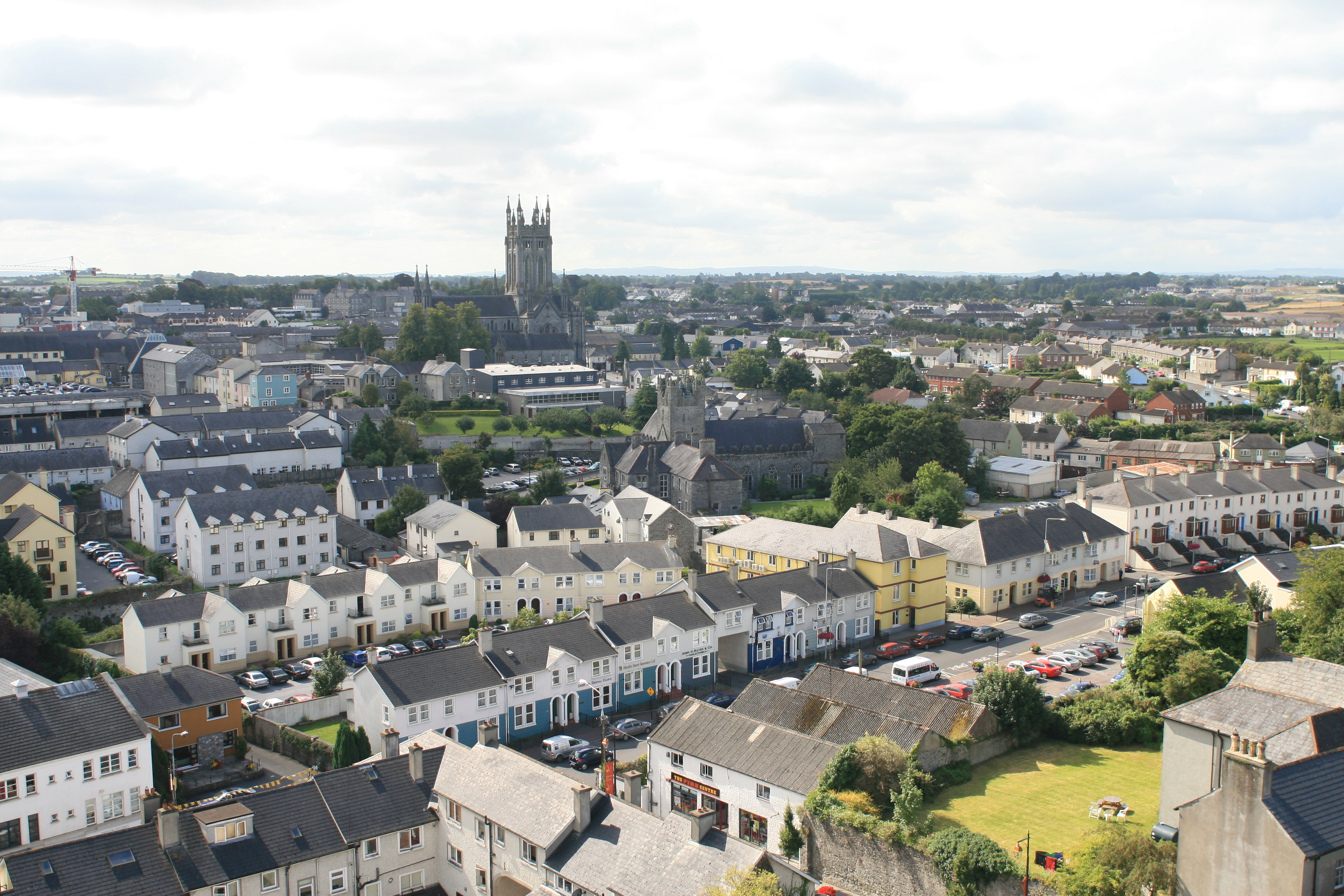
12°, Kilkenny

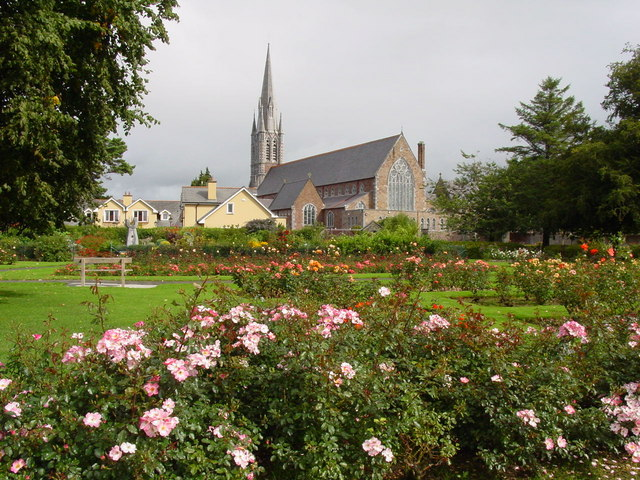
13°, Tralee

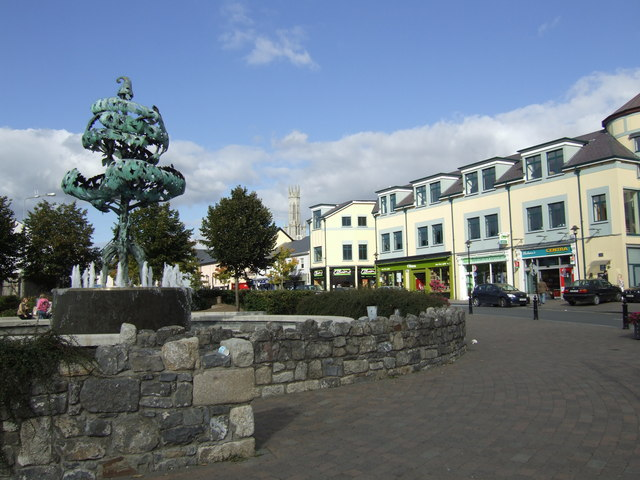
14°, Carlow

| Classifica | Città            | Censimento (1996) | Censimento (2002) | Censimento (2006) | Provincia | Contea                 |
| 1.         | Dublino          | 481.854           | 495.781           | 506.211           | Leinster  | Dublino                |
| 2.         | Cork             | 127.187           | 123.062           | 119.143           | Munster   | Cork                   |
| 3.         | Galway           | 57.241            | 65.832            | 71.983            | Connacht  | Galway                 |
| 4.         | Tallaght         | 62.121            | 62.931            | 64.282            | Leinster  | South Dublin           |
| 5.         | Blanchardstown   | 37.346            | 50.607            | 63.820            | Leinster  | Fingal                 |
| 6.         | Limerick         | 52.039            | 54.023            | 52.560            | Munster   | Limerick               |
| 7.         | Waterford        | 42.540            | 44.594            | 45.775            | Munster   | Waterford              |
| 8.         | Clondalkin       | 41.335            | 43.038            | 43.929            | Leinster  | South Dublin           |
| 9.         | Lucan            | 19.821            | 33.571            | 38.786            | Leinster  | South Dublin           |
| 10.        | Swords           | 22.314            | 31.048            | 37.806            | Leinster  | Fingal                 |
| 11.        | Dundalk          | 25.762            | 27.385            | 29.010            | Leinster  | Louth                  |
| 12.        | Drogheda         | 24.460            | 28.333            | 28.894            | Leinster  | Louth                  |
| 13.        | Blackrock        | 27.031            | 28.557            | 27.981            | Leinster  | Dún Laoghaire-Rathdown |
| 14.        | Bray             | 25.252            | 26.244            | 26.985            | Leinster  | Wicklow                |
| 15.        | Dún Laoghaire    | 24.776            | 24.447            | 23.857            | Leinster  | Dún Laoghaire-Rathdown |
| 16.        | Firhouse         | 16.020            | 19.949            | 21.636            | Leinster  | South Dublin           |
| 17.        | Castleknock      | 15.875            | 19.420            | 21.504            | Leinster  | Fingal                 |
| 18.        | Tralee           | 19.056            | 20.375            | 20.258            | Munster   | Kerry                  |
| 19.        | Ennis            | 15.333            | 18.830            | 20.234            | Munster   | Clare                  |
| 20.        | Naas             | 14.074            | 18.288            | 20.003            | Leinster  | Kildare                |
| 21.        | Douglas          | 13.960            | 15.999            | 18.192            | Munster   | Cork                   |
| 22.        | Dundrum          | 18.018            | 17.137            | 18.179            | Leinster  | Dún Laoghaire-Rathdown |
| 23.        | Sligo            | 17.786            | 18.473            | 17.894            | Connacht  | Sligo                  |
| 24.        | Templeogue       | 18.662            | 18.383            | 17.616            | Leinster  | South Dublin           |
| 25.        | Rathfarnham      | 17.760            | 17.717            | 17.333            | Leinster  | South Dublin           |
| 26.        | Ballincollig     | 13.288            | 15.119            | 16.339            | Munster   | Cork                   |
| 27.        | Ballycummin      | 8.862             | 13.435            | 16.279            | Munster   | Limerick               |
| 28.        | Balbriggan       | 5.743             | 11.132            | 16.217            | Leinster  | Fingal                 |
| 29.        | Stillorgan       | 16.095            | 16.253            | 15.894            | Leinster  | Dún Laoghaire-Rathdown |
| 30.        | Clonmel          | 15.215            | 15.739            | 15.775            | Munster   | South Tipperary        |
| 31.        | Ballinteer       | 16.998            | 16.119            | 15.580            | Leinster  | Dún Laoghaire-Rathdown |
| 32.        | Leixlip          | 13.451            | 15.154            | 14.824            | Leinster  | Kildare                |
| 33.        | Celbridge        | 12.289            | 14.333            | 14.790            | Leinster  | Kildare                |
| 34.        | Portlaoise       | ???               | 12.416            | 14.790            | Leinster  | Laois                  |
| 35.        | Glencullen       | ???               | 10.266            | 13.939            | Leinster  | Dún Laoghaire-Rathdown |
| 36.        | Carlow           | 11.721            | 13.218            | 13.898            | Leinster  | Carlow                 |
| 37.        | Killarney        | 8.809             | 12.087            | 13.426            | Munster   | Kerry                  |
| 38.        | Shankill         | ???               | 13.242            | 13.223            | Leinster  | Dún Laoghaire-Rathdown |
| 39.        | Cabinteely       | 11.845            | 12.121            | 12.783            | Leinster  | Dún Laoghaire-Rathdown |
| 40.        | Malahide         | 13.539            | 11.596            | 12.501            | Leinster  | Fingal                 |
| 41.        | Arklow           | 8.519             | 9.955             | 11.721            | Leinster  | Wicklow                |
| 42.        | Foxrock          | 11.656            | 11.756            | 11.556            | Leinster  | Dún Laoghaire-Rathdown |
| 43.        | Palmerstown      | 12.362            | 12.059            | 11.477            | Leinster  | South Dublin           |
| 44.        | Maynooth         | 8.528             | 10.837            | 11.476            | Leinster  | Kildare                |
| 45.        | Ballysimon       | ???               | 9.675             | 11.260            | Munster   | Limerick               |
| 46.        | Morristownbiller | ???               | 9.693             | 11.093            | Leinster  | Kildare                |
| 47.        | Carrigaline      | 7.827             | 9.343             | 10.976            | Munster   | Cork                   |
| 48.        | Tullamore        | 9.221             | 10.270            | 10.907            | Leinster  | Offaly                 |
| 49.        | Castlebar        | 6.585             | 10.287            | 12.318            | Connacht  | Mayo                   |
| 50.        | Clonskeagh       | ???               | 9.653             | 10.276            | Leinster  | Dún Laoghaire-Rathdown |
| 51.        | Ballina          | 6.852             | 9.478             | 10.146            | Connacht  | Mayo                   |